# Tapsigargina
La tapsigargina es un inhibidor no competitivo de la Ca2+ ATPasa del retículo sarcoendoplásmico (SERCA).  Estructuralmente, la tapsigargina se clasifica como una lactona sesquiterpénica, y se extrae de una planta, Thapsia garganica.  Es un promotor de tumores en células de mamíferos.
La tapsigargina aumenta la concentración de calcio intracelular en el citosol bloqueando la capacidad de la célula de bombear calcio hacia el interior de los retículos sarcoplásmico y endoplásmico. El vaciamiento de los almacenes puede activar secundariamente canales de calcio de la membrana plasmática, permitiendo un influjo de calcio en el citosol. 
La tapsigargina inhibe específicamente la fusión de autofagosomas con lisosomas: el último paso del proceso autofágico. La inhibición del proceso autofágico en su lugar induce estrés del retículo endoplásmico el cual finalmente lleva a la muerte celular.
La tapsigargina es útil en experimentación examinando el impacto de incrementar la concentración de calcio citosólico.